# Стара Гора при Великем Габру
Стара Гора при Великем Габру (словен. Stara Gora pri Velikem Gabru) је насељено место у општини Шмартно при Литији, Средњесловенска регија, Словенија.

## Историја
До територијалне реорганизације у Словенији била је у саставу старе општине Литија.

## Становништво
У попису становништва из 2011. Стара Гора при Великем Габру имала је 14 становника.
| Број становника према пописима | Број становника према пописима | Број становника према пописима |
| ------------------------------ | ------------------------------ | ------------------------------ |
| 1991                           | 2002                           | 2011                           |
| 12                             | 11                             | 14                             |

Напомена: До 1953. исказивано под именом Стара Гора.